# 伊賀タウン情報YOU
伊賀タウン情報YOU（いがタウンじょうほうゆー）は、株式会社ユーが発行している三重県伊賀地方のタウン情報誌、フリーペーパー。月2回（毎月第2、第4土曜日）発行。 インターネットによるニュース配信も行っている。

## 概要
- 発行は主に伊賀地方を中心に行っており、記事の内容は伊賀地方の話題から事件・事故・行政の動き、グルメ情報まで地元に密着した情報を扱っている。
- 名張市出身の平井堅が横浜市立大学に在学中で、まだ全国的に無名であった頃に、特集記事を扱っていたこともある。

## 歴史
- 1986年12月28日に第1号を創刊、「名張タウン情報YOU」の名前で発行。当時の発行部数は8,000部で名張市を中心に発行していた[3]。
- 1992年3月に第100号を創刊。「伊賀・東大和タウン情報YOU」の名前に変更。後に現在の名前である「伊賀タウン情報YOU」に変更されている。
- 1998年9月 紙面をカラー化。40,000部を発行。
- 2005年6月 配布区域を伊賀市全体に拡大。67,000部発行。

## タウン情報紙について
- 2016年4月1日現在、タブロイド32ページ - 24ページ建て、69,981部を発行[4]。
- 配布方法は、宅配（ポスティング）や新聞折込のほか、主に伊賀地方の店舗等に設置している[5]。
- 伊賀市や名張市のほか、隣接地域である津市美杉町太郎生地区、奈良県宇陀市榛原区、山添村・奈良市月ヶ瀬の一部にも配布されている[4]。

## インターネットによるニュース配信
- 2000年2月よりインターネットによるニュース配信を行っている[3]。
- ネットの特性を活かし、動画を含む伊賀地方でのニュースや話題をいち早く配信している。
- 伊賀FCくノ一三重の活動を支援しており、応援サイトを開設している。
- 2010年4月 YOU電子版「BUNSHIN」を創刊。

## 伊賀の食彩帖
- 2001年11月15日に伊賀地方の名物や郷土料理、食事場所を紹介した伊賀の食彩帖が刊行された。特別寄稿には、名張市出身の亀山房代や平井堅、旧上野市（現伊賀市）出身の元永定正のエッセイが書かれている。
- 第1弾が好評であったことから、2003年11月15日には第2弾が刊行されている。
- 2008年11月25日に第3弾が刊行されている。
- 2013年11月伊賀の食彩帖 第4弾を発行。